# برنار لو بوویه دو فونته‌نل
برنارد لو بوویه دو فونته‌نل (به فرانسوی: Bernard Le Bovier de Fontenelle) نویسنده قرن هفدهم میلادی اهل فرانسه است.
با اینکه فونته نل صد سال زندگی کرد در موقع تولد بقدری ضعیف بود که تصور نمی‌رفت حتی یک روز زنده بماند.
فونته نل نه تنها از ادبای بزرگ فرانسه بشمار می‌رود بلکه یکی از دانشمندان فرانسه هم محسوب می‌شود.
در سال ۱۶۸۰ پس از اینکه نمایشنامه آسپار (Aspar) با عدم موفقیت کامل مواجه شد فونته نل قلمرو ادبیات را ترک کرد و به جهان دانش روی آورد و توانست موفقیتهایی را بدست آورد.
از خدمات فونته نل به علم این بود که برای نخستین بار به این نکته پی برد که دانش روز بروز در حال پیشرفت است و پیوسته از کثرت به وحدت می‌گراید و انسان هر چه بیشتر زندگی خود را با میزان عقل تطبیق دهد و از دانش بیشتر برخوردار شود، به همان نسبت سعادتمند خواهد شد.
فونته نل عضو تاثیرگذاری در سه آکادمی ِ بنیاد فرانسه بوده و به خاطر راه حل های در دسترسی که در رابطه با موضوعات علمی در هنگام ظهور عصر روشنگری فرانسه می داد شناخته شده است.

## زندگی نامه

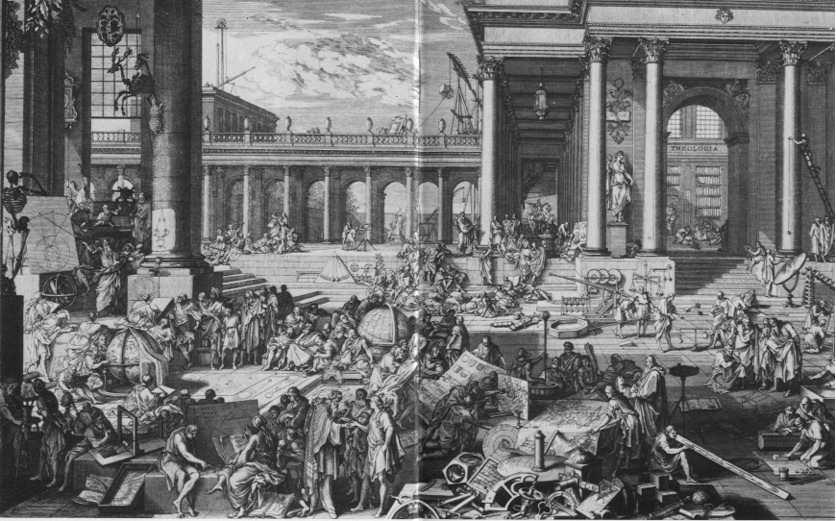
فرهنگستان علوم فرانسه 1698

فونته نل در روان فرانسه به دنیا آمد و در پاریس یک ماه قبل از صدمین سالگرد تولدش فوت کرد. مادر او خواهر ِ پیر  و توماس کورنی دو نمایشنامه نویس بزرگ فرانسه بوده است. پدرش، فرانسیس لو بوویه دو فونته نل، وکیلی بوده که برای دادگاه استانی روان کار می کرده و از خانواده ای می آمده که همگی وکیل بوده اند. برنارد فونته نل در وکالت تمرین دید اما بعد از یک پرده آنرا کنار گذاشت و زندگی اش را وقف نوشتن در رابطه با فلاسفه و دانشمندان و خصوصا دفاع از سنت دکارتی کرد.

## آثار
از آثار مهم او
- گفتگوهای مردگان (Dialogues des morts)که عبارت از گفتگوهای خیالی برخی از شخصیتهای تاریخ است.
- گفتگوهایی در عوالم سکون (Entretiens Sur la Pluralite des mondes)که درباره مطالعات نجومی و فلسفی نظریات کپرنیک بحث می‌کند.
- نمایشنامه آسپار (Aspar)که در سال ۱۶۸۰ به نمایش درآمد.

## گفتار
- «برای من زیباترین روزها روزی است که از نتیجه کار خود در آن روز خرسند باشم» برنار لو بوویه دو فونته‌نل

مشاهیر جهان خسرو کریمی